# Wyoming (Michigan)
Wyoming is een plaats (city) in de Amerikaanse staat Michigan, en valt bestuurlijk gezien onder Kent County.

## Demografie
Bij de volkstelling in 2000 werd het aantal inwoners vastgesteld op 69.368.
In 2006 is het aantal inwoners door het United States Census Bureau geschat op 70.155, een stijging van 787 (1.1%).

## Geografie
Volgens het United States Census Bureau beslaat de plaats een oppervlakte van
63,5 km², waarvan 63,3 km² land en 0,2 km² water. Wyoming ligt op ongeveer 14 m boven zeeniveau.

## Plaatsen in de nabije omgeving
De onderstaande figuur toont nabijgelegen plaatsen in een straal van 12 km rond Wyoming.